# Aeroporto di Cardiff
L'Aeroporto di Cardiff (IATA: CWL, ICAO: EGFF) è un aeroporto del Regno Unito, che serve Cardiff, capoluogo del Galles. Si trova nel villaggio di Rhoose, nel Vale of Glamorgan, 19 km ad ovest del centro di Cardiff.